# Gotha G
Les Gotha G étaient une famille de bombardiers biplans bimoteurs allemands qui furent les plus gros avions opérationnels de la Première Guerre mondiale.

## Histoire

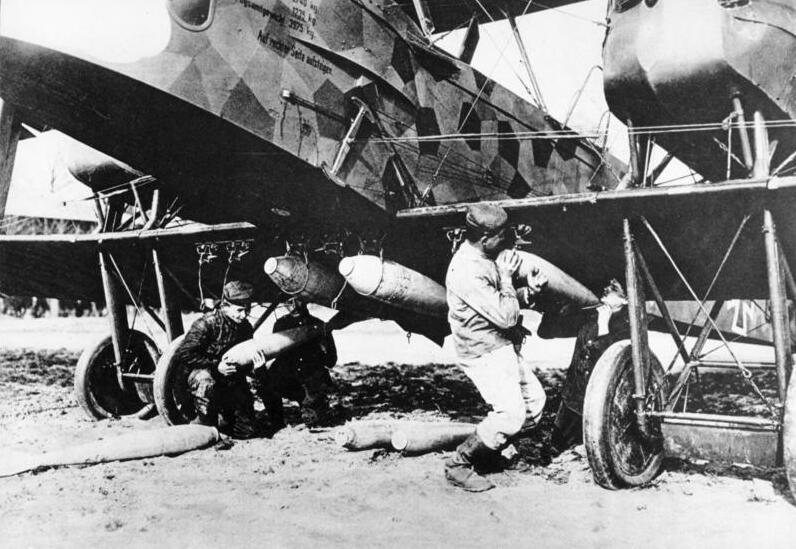
Installation des bombes sous un bombardier Gotha.

Fabriqué par Gothaer Waggonfabrik, le premier modèle était le G.I. Il avait une forme inhabituelle avec un fuselage qui dépassait l'aile supérieure. Un petit nombre d'exemplaires du G.I sera construit. La construction du Gotha le rendait vulnérable, car très sensible aux dommages causés par des tirs. De plus, son train d'atterrissage était facilement endommagé lors des atterrissages. Des pistes furent ainsi spécialement aménagées pour surmonter cette faiblesse. De nombreux pilotes, comme le capitaine Marnet, payèrent de leur vie ces erreurs de conception. Ces accidents obligèrent les ingénieurs de Gothaer Waggonfabrik à revoir leurs plans.
Les modèles suivants s'écartaient sensiblement du G.I, mais se ressemblaient tous. Les principales différences provenaient des moteurs installés à bord, le G 1 ayant des Mercedes de 160 cv, le G V de 260 cv. Les deux modèles les plus abondants furent le Gotha G.IV (232 appareils) et Gotha G.V. 
Initialement, la soute à bombes sous le fuselage permettait l'emport de 14 bombes de 10 kg ; puis, avec l'augmentation des dimensions et de la charge, les bombes furent logées à l'extérieur avec des points d'attache interchangeables sous le fuselage et aussi le long des flancs. Malgré une charge utile relativement limitée (un maximum de 300 à 500 kg de bombes appelées alors « torpilles » à l’origine, les plus grosses étant généralement de 50 kg.), les Gotha eurent un impact significatif sur le moral des troupes et de la population. Ils remplacèrent les Zeppelins dans leur rôle de bombardement stratégique, les dirigeables étant devenus très vulnérables aux attaques aériennes et aux tirs depuis le sol. L'équipage comprenait trois hommes : le pilote, un mitrailleur avant qui jouait également le rôle de bombardier et un homme à l'arrière avec deux mitrailleuses.
Les bombardiers Gotha G.II et G.III entrèrent en service à l'automne 1916 sur le front balkanique avec le Kagohl 1 (1er groupe de bombardement) de la Luftstreitkräfte basé à Hudova. Les escadrons de bombardement et les unités d'avions géants sont directement sous le commandement du Oberste Heeresleitung (« Commandement suprême de l'armée »), Les objectifs, cependant, sont sélectionnés par le personnel de ce corps d'armée particulier et dépendaient de la situation du moment.
Ils prirent une part importante dans la destruction d'un important nœud ferroviaire à Cernavodă qui permit aux Allemands de bloquer le ravitaillement et les renforts de troupes roumaines. 
Le 8 février 1917, le français Georges Guynemer est le premier pilote allié à abattre un de ces bombardiers, un G III, a bord d'un SPAD S.VII.

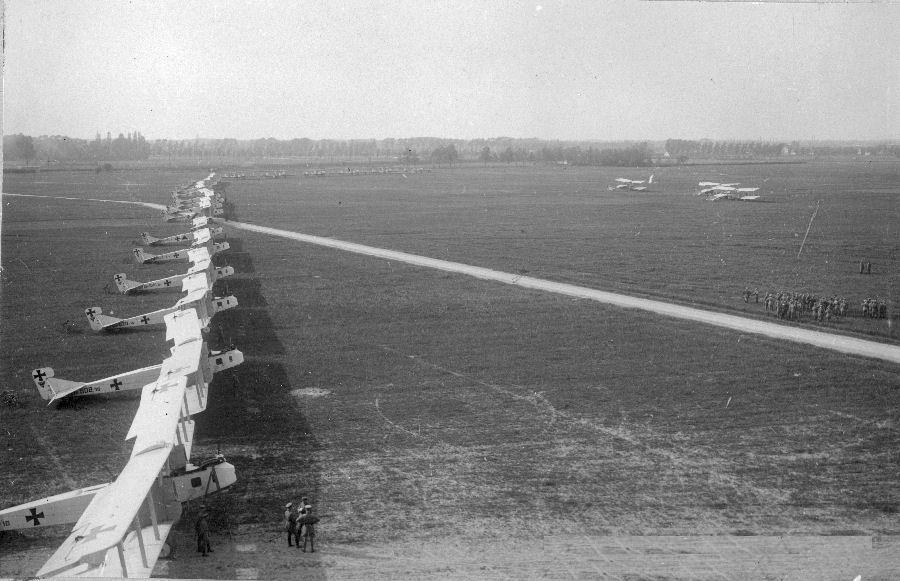
Les Gotha G IV du Kagohl 3 (abréviations de « KaGOHL » pour "Kampfgeschwader Oberste Heeresleitung; 3e groupe de bombardement) formé en mars 1917 lors d'une inspection en 1917.

Le premier raid sur le Royaume-Uni a lieu le 25 mai 1917. Une escadrille de 21 Gotha du Kagohl 1 emportant chacun six bombes de 50 kg bombarde Folkestone au lieu de Londres, son objectif initial, en raison de mauvaises conditions météorologiques. Le bilan humain est de 71 morts (dont seize soldats canadiens et deux britanniques) et de 94 blessés,. Londres est bombardée pour la première fois par avions lors de la troisième tentative, le 13 juin en début d'après-midi lorsque 18 bimoteurs du Kagohl 1 décollant de Gand frappent la capitale britannique sans résistance et font 162 tués et 426 blessés, le plus lourd bilan lors d'un raid. Devant l'opposition de la chasse britannique qui rappela deux de ses meilleures escadrilles de chasse du Front de l’Ouest, les Gotha sont obligés d'opérer de nuit après juillet 1917. À la suite du renforcement de la Royal Air Force et de l'intensification des barrages de ballons, ils cessent toute activité contre la Grande-Bretagne en mai 1918 après un total de 27 raids lors desquels 112 tonnes de bombes furent larguées, faisant 835 tués et 1 990 blessés, pour la perte de 60 appareils.
En France, Dunkerque est une cible régulière et Paris est bombardé plusieurs fois en 1918 à la suite des percées allemandes sur le front de l'Ouest. Les dommages dans la capitale française sont de même ordre de grandeur que ceux provoqués par les Pariser Kanonen, l’artillerie à longue portée allemande pilonnant la ville, avec 244 morts contre 256.
Une trentaine de Gotha.IV sont mis en service par l'Aviation des troupes impériales et royales austro-hongroises, équipés de moteurs Hiero et de mitrailleuses Schwarzlose de calibre 8 mm Mannlicher.